# Till Claro
Till Claro (* 1967) ist ein deutscher Film- und Theaterschauspieler.

## Leben
Claro besuchte 1989 die Stage School Hamburg und von 1991 bis 1993 die Schauspielschule H. Frese in Hamburg.
Claro war unter anderem am Theater Hof, dem Westfälischen Landestheater, dem Theater in der Basilika, dem Theater Dortmund, der Landesbühne Hannover und der Komödie Winterhuder Fährhaus tätig.

## Filmographie (Auswahl)
- 1992: Freunde fürs Leben
- 1994: Regie Schule
- 1995–1996: Verbotene Liebe
- 1997: Doppelter Einsatz
- 1998: Anwalt Martin Berg
- 1999: Faust
- 1999–2000: Familie Ganzegal
- 2000: St. Angela
- 2001: Echt Harder
- 2002: Suche Mann für meine Frau
- 2003: Die Anstalt – Zurück ins Leben
- 2004: Liebe ist die beste Medizin
- 2006: Ein Toter führt Regie
- 2007: Stubbe – Von Fall zu Fall
- 2007: Das Ende des Schweigens
- 2008: Die Pfefferkörner
- 2012: Morden im Norden
- 2017: Bad Cop – kriminell gut